# Konstantin Şafranov
Konstantin Vitalievitş Şafranov - en russe : Константин Витальевич Шафранов Konstantin Vitalievitch Chafranov et en anglais : Konstantin Shafranov - (né le 11 septembre 1968 à Öskemen en République socialiste soviétique kazakhe) est un joueur professionnel de hockey sur glace kazakh. Il évolue au poste d'ailier. Il est le premier joueur kazakh à avoir joué dans la Ligue nationale de hockey. Il participe à deux éditions des Jeux olympiques avec son équipe nationale.

## Biographie
Şafranov est formé au Torpedo Oust-Kamenogorsk. Son premier entraîneur est Valdimir Golts. Il commence sa carrière en 1985 avec le Torpedo dans la deuxième division du championnat d'URSS. L'équipe est promue dans la première division du championnat d'URSS en 1989. Şafranov devient l'un des meneurs de l'équipe. Il joue aux côtés d'Andreï Raïski et Boris Fuchs sur son trio d'attaque. En 1991, le championnat soviétique est remplacé par le championnat de la Communauté des États indépendants. Parallèlement, le Torpedo joue dans le championnat du Kazakhstan. Il membre de l'équipe qui remporte le premier titre national de l'histoire en 1993. Şafranov représente le Kazakhstan au niveau international. Il est membre de l'équipe qui fait ses débuts internationaux lors du championnat du monde 1993. Issue des qualifications pour le Mondial C, l'équipe se classe troisième lors de cette compétition.
Le Torpedo conserve son titre de champion du Kazakhstan en 1994. Au cours de cette saison, Şafranov part pour la première fois en Amérique du Nord. Il évolue dans une ligue mineure, la Colonial Hockey League avec les Falcons de Détroit. Il marque cinq points dont trois buts en quatre matchs.
En 1994, il signe au Metallourg Magnitogorsk dans la Superliga. Il s'illustre aux côtés de ses compatriotes kazakhs, les frères Aleksandr Korechkov et Ievgueni Korechkov. Ce trio reçoit le titre de meilleure ligne de la saison, c'est elle qui inscrit le plus de buts. Şafranov score vingt-et-un filets pour cinquante-et-un points en quarante-sept rencontres.
Il commence la saison 1995-1996 avec le Metallourg. Il marque trois buts et autant d'aides en six matchs. Il décide alors de repartir en Amérique du Nord. Il signe un contrat avec les Komets de Fort Wayne dans la Ligue internationale de hockey. Il s'adapte rapidement finissant la saison régulière avec quarante-et-un but, le septième total de la ligue et le meilleur des Komets. Il est le deuxième pointeur de l'équipe à deux unités des soixante-seize points de Rob Murphy (en). Il remporte le trophée Garry-F.-Longman remis à la meilleure recrue de la saison.
Il est choisi lors du repêchage d'entrée dans la LNH 1995 par les Blues de Saint-Louis en neuvième ronde en deux-cent-vingt-neuvième position.
Il commence la saison 1996-1997 avec les Blues. Le 6 octobre 1996, il devient le premier joueur kazakh à jouer dans la Ligue nationale de hockey face aux Blackhawks de Chicago. Lors de son troisième match, le 12 octobre 1996, il marque un but et une assistance chez les Canucks de Vancouver. En cinq matchs avec la franchise de Saint-Louis, il marque deux buts pour trois points. Insuffisant pour gagner une place dans l'effectif dirigé par Mike Keenan. Il est assigné aux IceCats de Worcester dans la Ligue américaine de hockey.
Lors de la saison 1998-1999, il revient au Metallourg Magnitogorsk. Il est sélectionné pour les Jeux olympiques de 1998 à Nagano. Il est le deuxième pointeur kazakh avec sept points en autant de matchs, à un point d'Aleksandr Korechkov. Il est le meilleur buteur de sa sélection avec quatre buts. Il marque un but à Patrick Roy lors du quart de finale perdu 4-1 face au Canada.
Le Metallourg décroche la Ligue européenne de hockey 1999. L'équipe de Magnitogorsk finit en tête de la saison régulière puis confirme en remportant également la série éliminatoire de la Superliga.
Il participe aux Jeux olympiques de 2006 à Turin. Le Kazakhstan termine neuvième.
Şafranov ajoute à son palmarès la Coupe Bratine du vainqueur des séries éliminatoires de la Vyschaïa Liga 2007 avec le Torpedo Nijni Novgorod.
Il décide alors de retourner chez les Komets de Fort Wayne. L'équipe remporte trois Coupes Turner consécutives en 2008, 2009 et 2010. Şafranov met un terme à sa carrière à l'issue du Championnat du monde 2010. Le Kazakhstan termine seizième et dernier de l'élite et se voit relégué en Division 1 pour l'édition 2011.

## Trophées et honneurs personnels

### Kazakhstan
- 1993 : nommé meilleur joueur.

### Superliga
- 1995 : nommé dans la meilleure ligne (Aleksandr Koreşkov - Evgenii Koreşkov - Konstantin Şafranov).

### Ligue internationale de hockey
- 1996 : remporte le trophée Garry-F.-Longman.
- 1998 : nommé dans la deuxième équipe type.

### Vyschaïa Liga
- 2006 : termine meilleur pointeur de l'association de l'Ouest.
- 2006 : termine meilleur passeur de l'association de l'Ouest.

## Statistiques

### En club
| Saison     | Équipe                   | Ligue         |    | Saison régulière | Saison régulière | Saison régulière | Saison régulière | Saison régulière | Saison régulière |   | Séries éliminatoires | Séries éliminatoires | Séries éliminatoires | Séries éliminatoires | Séries éliminatoires | Séries éliminatoires |
| Saison     | Équipe                   | Ligue         | PJ | B                | A                | Pts              | Pun              | +/-              | PJ               | B | A                    | Pts                  | Pun                  | +/-                  |                      |                      |
| 1985-1986  | Torpedo Oust-Kamenogorsk | URSS 2        | 12 | 1                | 2                | 3                | 2                |                  | -                | - | -                    | -                    | -                    | -                    |                      |                      |
| 1986-1987  | Torpedo Oust-Kamenogorsk | URSS 2        | 20 | 5                | 2                | 7                | 8                |                  | -                | - | -                    | -                    | -                    | -                    |                      |                      |
| 1987-1988  | Torpedo Oust-Kamenogorsk | URSS 2        | 28 | 7                | 3                | 10               | 6                |                  | -                | - | -                    | -                    | -                    | -                    |                      |                      |
| 1988-1989  | Torpedo Oust-Kamenogorsk | URSS 2        |    |                  |                  |                  | 6                |                  | -                | - | -                    | -                    | -                    | -                    |                      |                      |
| 1988-1989  | Torpedo Oust-Kamenogorsk | URSS          | 28 | 6                | 8                | 14               | 16               |                  | -                | - | -                    | -                    | -                    | -                    |                      |                      |
| 1990-1991  | Torpedo Oust-Kamenogorsk | URSS          | 40 | 16               | 6                | 22               | 2                |                  | -                | - | -                    | -                    | -                    | -                    |                      |                      |
| 1991-1992  | Torpedo Oust-Kamenogorsk | MHL           | 30 | 10               | 6                | 16               | 38               |                  | 6                | 0 | 0                    | 0                    |                      | 2                    |                      |                      |
| 1992-1993  | Torpedo Oust-Kamenogorsk | MHL           | 42 | 19               | 19               | 38               | 26               |                  | 1                | 0 | 1                    | 1                    |                      | 0                    |                      |                      |
| 1993-1994  | Falcons de Détroit       | CoHL          | 4  | 3                | 2                | 5                | 0                |                  | -                | - | -                    | -                    | -                    | -                    |                      |                      |
| 1993-1994  | Torpedo Oust-Kamenogorsk | Kazakhstan    |    | 10               | 8                | 18               |                  |                  | -                | - | -                    | -                    | -                    | -                    |                      |                      |
| 1993-1994  | Torpedo Oust-Kamenogorsk | MHL           | 27 | 18               | 21               | 39               | 6                |                  |                  |   |                      |                      |                      |                      |                      |                      |
| 1994-1995  | Metallourg Magnitogorsk  | MHL           | 47 | 21               | 30               | 51               | 24               |                  | -                | - | -                    | -                    |                      | -                    |                      |                      |
| 1995-1996  | Metallourg Magnitogorsk  | MHL           | 6  | 2                | 3                | 6                | 0                |                  | -                | - | -                    | -                    | -                    | -                    |                      |                      |
| 1995-1996  | Komets de Fort Wayne     | LIH           | 74 | 46               | 28               | 74               | 26               | +8               | 5                | 1 | 2                    | 3                    | 4                    |                      |                      |                      |
| 1996-1997  | Blues de Saint-Louis     | LNH           | 5  | 2                | 1                | 3                | 0                | +1               | -                | - | -                    | -                    | -                    | -                    |                      |                      |
| 1996-1997  | IceCats de Worcester     | LAH           | 62 | 23               | 25               | 48               | 16               | -10              | 5                | 0 | 2                    | 2                    | 0                    |                      |                      |                      |
| 1997-1998  | Komets de Fort Wayne     | LIH           | 67 | 28               | 52               | 80               | 50               | +39              | 4                | 2 | 4                    | 6                    | 2                    |                      |                      |                      |
| 1998-1999  | Metallourg Magnitogorsk  | LEH           | 4  | 3                | 8                | 11               | 2                |                  | 5                | 0 | 1                    | 1                    | 2                    |                      |                      |                      |
| 1998-1999  | Metallourg Magnitogorsk  | Superliga     | 28 | 4                | 9                | 13               | 4                |                  | 8                | 2 | 3                    | 5                    | 0                    |                      |                      |                      |
| 1998-1999  | Komets de Fort Wayne     | LIH           | -  | -                | -                | -                | -                | -                | 2                | 0 | 1                    | 1                    | 8                    |                      |                      |                      |
| 1999-2000  | Bruins de Providence     | LAH           | 8  | 0                | 4                | 4                | 0                | -2               | -                | - | -                    | -                    | -                    | -                    |                      |                      |
| 1999-2000  | Griffins de Grand Rapids | LIH           | 24 | 3                | 8                | 11               | 15               | 0                | -                | - | -                    | -                    | -                    | -                    |                      |                      |
| 1999-2000  | Komets de Fort Wayne     | UHL           | 20 | 15               | 15               | 30               | 6                | +8               | 13               | 6 | 8                    | 14                   | 8                    |                      |                      |                      |
| 2000-2001  | Sibir Novossibirsk       | Vyschaïa Liga | 43 | 21               | 32               | 53               | 80               | +22              | 12               | 3 | 4                    | 7                    | 37                   | +2                   |                      |                      |
| 2001-2002  | HK CSKA Moscou           | Vyschaïa Liga | 41 | 14               | 21               | 35               | 12               | +16              | 10               | 5 | 4                    | 9                    | 0                    | +7                   |                      |                      |
| 2002-2003  | Khimik Voskressensk      | Vyschaïa Liga | 39 | 14               | 14               | 28               | 10               | +9               | 14               | 6 | 7                    | 13                   | 4                    | +6                   |                      |                      |
| 2003-2004  | Khimik Voskressensk      | Vyschaïa liga | 18 | 7                | 3                | 10               | 14               | +6               | -                | - | -                    | -                    | -                    | -                    |                      |                      |
| 2003-2004  | Torpedo Nijni Novgorod   | Superliga     | 31 | 7                | 6                | 13               | 10               |                  | -                | - | -                    | -                    | -                    | -                    |                      |                      |
| 2004-2005  | Torpedo Nijni-Novgorod   | Vyschaïa Liga | 50 | 17               | 30               | 47               | 24               | +20              | 13               | 4 | 3                    | 7                    | 2                    | +1                   |                      |                      |
| 2005-2006  | Krylia Sovetov           | Vyschaïa Liga | 48 | 21               | 46               | 67               | 42               | +24              | -                | - | -                    | -                    | -                    | -                    |                      |                      |
| 2005-2006  | Torpedo Nijni-Novgorod   | Vyschaïa Liga | 3  | 2                | 3                | 5                | 2                | +3               | 8                | 4 | 1                    | 5                    | 4                    | +1                   |                      |                      |
| 2006-2007  | Torpedo Nijni-Novgorod   | Vyschaïa Liga | 28 | 10               | 17               | 27               | 16               | +18              | 12               | 1 | 4                    | 5                    | 4                    | +3                   |                      |                      |
| 2007-2008  | Komets de Fort Wayne     | LIH           | 71 | 23               | 35               | 58               | 10               | +26              | 13               | 4 | 6                    | 10                   | 2                    | -3                   |                      |                      |
| 2008-2009  | Komets de Fort Wayne     | LIH           | 60 | 28               | 35               | 63               | 28               | +26              | 11               | 2 | 8                    | 10                   | 0                    | -1                   |                      |                      |
| 2009-2010  | Komets de Fort Wayne     | LIH           | 58 | 19               | 38               | 57               | 20               | +30              | -                | - | -                    | -                    | -                    | -                    |                      |                      |
| Totaux LNH | Totaux LNH               | Totaux LNH    | 5  | 2                | 1                | 3                | 0                | +1               | -                | - | -                    | -                    | -                    | -                    |                      |                      |

### En équipe nationale
| Année | Évènement            |   | PJ | B | A  | Pts | Pun | +/-                                           |  | Résultat |
| 1993  | Championnat du monde | 7 | 10 | 9 | 19 | 4   |     | Médaille de bronze du mondial C               |  |          |
| 1994  | Championnat du monde | 6 | 7  | 6 | 13 | 44  |     | Quatrième place du mondial C                  |  |          |
| 1998  | Jeux olympiques      | 7 | 4  | 3 | 7  | 6   |     | Huitième place                                |  |          |
| 1998  | Championnat du monde | 3 | 0  | 0 | 0  | 0   |     | Quatorzième place                             |  |          |
| 2001  | Championnat du monde | 5 | 6  | 4 | 10 | 0   | 0   | Médaille de bronze de la division 1, groupe B |  |          |
| 2005  | Championnat du monde | 6 | 0  | 0 | 0  | 0   | 0   | Douzième place                                |  |          |
| 2006  | Jeux olympiques      | 5 | 0  | 0 | 0  | 0   | -5  | Neuvième place                                |  |          |
| 2006  | Championnat du monde | 6 | 0  | 1 | 1  | 8   | -1  | Quinzième place                               |  |          |
| 2010  | Championnat du monde | 6 | 0  | 4 | 4  | 0   | -1  | Seizième place                                |  |          |